# Slap Fight
Slap Fight (スラップファイト) (aussi connu sous le nom A.L.C.O.N.) est un jeu vidéo de type shoot them up sorti en 1986 développé par Toaplan et édité par Taito sur borne d'arcade. Il fut ensuite édité par Ocean Software (Imagine) en 1987 sur Amstrad CPC, Atari ST, Commodore 64, Thomson Gamme MOTO et ZX Spectrum. Il a ensuite été réédité sous le titre Slap Fight MD sur Mega Drive par Tengen en 1993 (au Japon et en Corée du Sud uniquement).

## Synopsis
Prenant place en l'année 2059 dans une autre galaxie, l'humanité a colonisé une planète extraterrestre appelé Theon après avoir évacué la planète Orac déjà colonisée. Cinq ans auparavant, la colonie sur Orac a été attaquée par des envahisseurs extraterrestres et la guerre était si intense que les colons ont été forcés de la quitter. Théon est maintenant attaquée par la même flotte alien mais cette fois les humains sont prêts. Le joueur assume le rôle d'un pilote d'avion de combat "SW475 star fighter" au sein de "l'Allied League of Cosmic Nations (ALCON)" pour arrêter les envahisseurs.

## Système de jeu
La progression dans le jeu se fait en défilement vertical. Des petites étoiles doivent être ramassées et permettent d'acheter des options pour le vaisseau.